# ТЕС Коме 5
8°31′55.0″ пн. ш. 16°47′41.1″ сх. д. / 8.531944° пн. ш. 16.794750° сх. д.
ТЕС Коме 5 — теплова електростанція на півдні Чаду за 15 км від міста Доба та за 440 км від столиці Нджамени. Станом на середину 2010-х років була найпотужнішою в країні, проте обслуговувала не мережі загального призначення, а нафтовидобувний промисел компанії ExxonMobil, яка розробляла кілька родовищ в басейні Доба.
Станцію ввели в експлуатацію у 2003 році разом з усім добуваючим комплексом. Для обслуговування цього великого проекту, який включав установки підготовки нафти, головну станцію трубопроводу та до 300 свердловин, встановили чотири газові турбіни загальною потужністю 100 МВт. Первісно вони використовували як паливо природний газ, проте в середині 2010-х років дебіт газових свердловин почав падати. Для підтримки виробництва реалізували проект з вилучення конденсату та зниження тиску на фонтанних арматурах свердловин, що дещо подовжувало їх продуктивний період. Проте, головним рішенням стала модернізація турбін під використання сирої нафти. Перша з них пройшла такий процес у 2014-му, а до 2018-го планується завершити відповідну модернізацію всіх чотирьох.